# شعبية الجبل الغربي
محافظة الجبل الغربي إحدى بلديات ليبيا، تأسست في العام 2013 بقرار وزاري ليبي من حكومة ليبيا وضمت أجزاء من البلديات السابقة بلدية يفرن، بلدية غريان وبلدية مزدة. وتحدها كلا من بلدية الجفارة، بلدية الزاوية شمالا وبلدية الخمس، بلدية سرت، بلدية الجفرة شرقا وبلدية نالوت غربا، وبلدية وادي الشاطئ جنوبا على مساحة 76717 كيلومتر مربع، تمثل نسبة 4.58 % من مساحة البلاد.
وبلغ عدد السكان بالمحافظة 362705 نسمة سنة 2016، حسب النتائج النهائية للتعداد العام للسكان لسنة 2016 الذي قامت به الهيئة العامة للمعلومات والتوثيق.
سرى اعتقاد في ليبيا بعد قيام ثورة 17 فبراير عام 2011 أن المخلوع معمر القذافي هو من سمّى الجبل الغربي بهذا الاسم بعد أن كان اسمه جبل نفوسة، وفي الحقيقة فإن تسمية الجبل الغربي ترجع للعهد العثماني. ومن المرجح أن التسمية جاءت لتمييز الجبل الغربي عن الجبل الأخضر في شرق إقليم طرابلس الغرب، ليبيا حالياً.

## أهم المناطق داخل المحافظة
| - العربان - القواسم - مدينة غريان - تغرنة - بني خليفة - بني نصير - تغسات - القواليش - الأصابعة - الرابطة - ككلة - فرسطاء - بئر عنى - يفرن المدينة - القلعة - أم الجرسان - الرياينة - الزنتان - الرجبان | - جادو - شكشوك - الرحيبات - قصر الحاج - المشاشية - الغنائمة - بئر المرحان - الخلائقة - مزدة - نسمة - بنى وليد - أبو الغرب - القرية الغربية - طبقة - الشويرف - فسانو - القرية الشرقية - الشقيقة |  |

## وصلات خارجية
- خبار بلادي .. ليبيا .. شعبية الجبل الغربي